# Jülich
Jülich (niderl. Gulik) – miasto w Niemczech, w kraju związkowym Nadrenia Północna-Westfalia, w rejencji Kolonia, w powiecie Düren. Na obszarze 90,4 km² w 2010 roku mieszkało 33 060 mieszkańców.
W mieście rozwinął się przemysł optyczny, elektroniczny, papierniczy oraz cukrowniczy.

## Historia

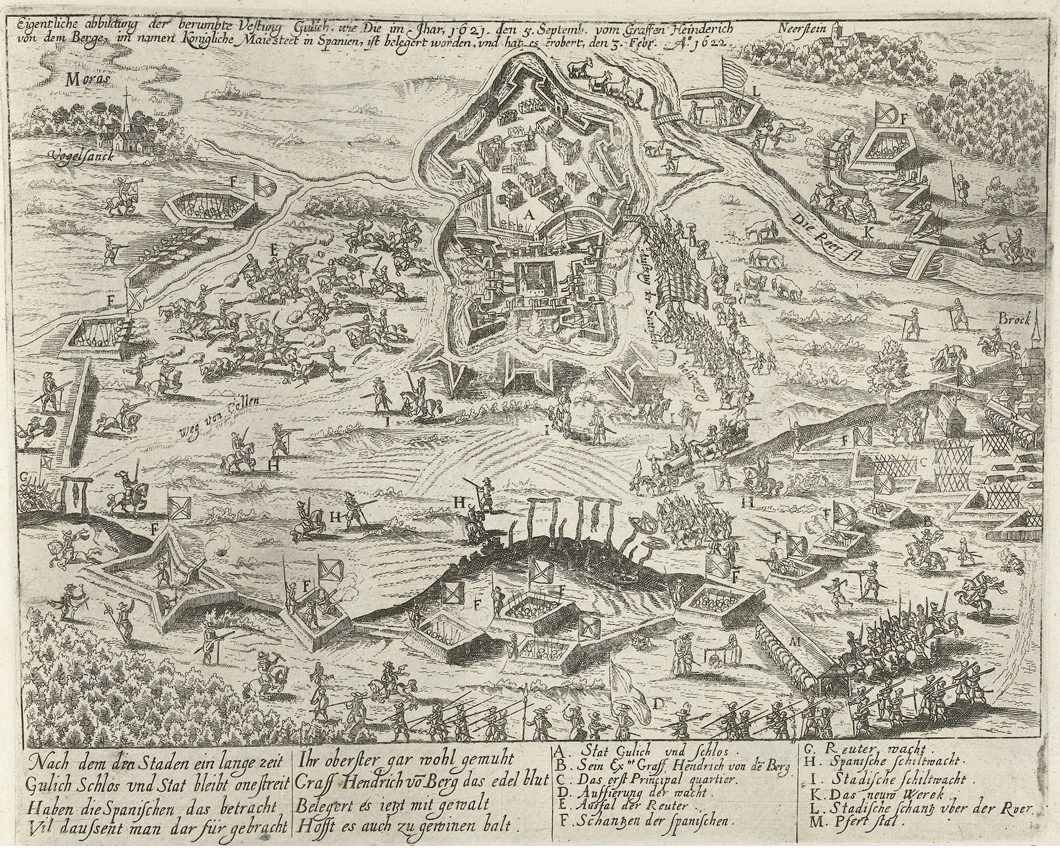
Oblężenie Jülich (1621-1622)

Miasto po raz pierwszy wymienione zostało w czasach rzymskich pod nazwą Juliacum. Od V wieku objęte granicami państwa Franków, od IX w. Lotaryngii, po jej rozdrobnieniu zostało stolicą hrabstwa, a następnie księstwa Jülich (do 1815). Książę Jülich Wilhelm IV nadał miejscowości prawa miejskie w 1234 roku. Po wybuchu wojny o sukcesję w księstwie od 1609 miasto było okupowane przez siły cesarskie, w 1610 zostało zdobyte po oblężeniu przez siły holendersko-francuskie. W 1622 ponownie oblegane, zostało zdobyte przez Hiszpanów pod wodzą Ambrosio Spinoli.
Od 1777 pod panowaniem Bawarii, w latach 1794–1814 pod okupacją francuską, w 1815 przyłączone do Prus, wraz z którymi w 1871 weszło w skład Niemiec.
Podczas II wojny światowej miasto zostało zniszczone w 97% w następstwie intensywnego bombardowania z 16 listopada 1944 roku oraz późniejszych walk. Przyczyną skomasowanego nalotu bombowego było oznaczenie części miasta na mapach aliantów jako fortyfikacji (w rzeczywistości umocnienia te pochodziły z czasów napoleońskich i nie miały dużego znaczenia militarnego).
Obecnie miasto pełni w dużym stopniu rolę zaplecza mieszkalnego i zaopatrzeniowego dla kilku tysięcy stałych pracowników oraz porównywalnej liczby gości jednego z największych w Europie centrów naukowo-badawczych Forschungszentrum Jülich.

## Galeria

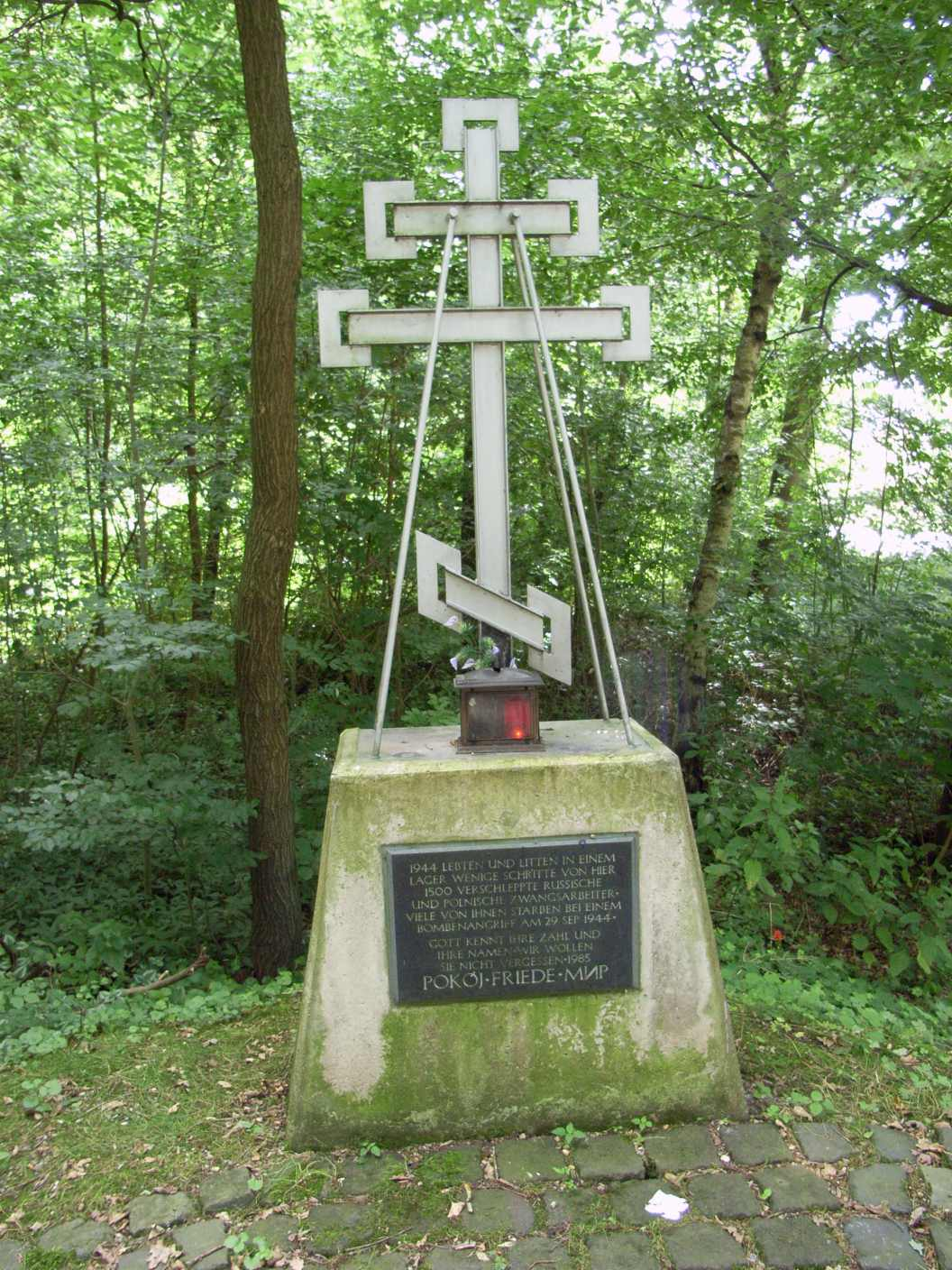
Pomnik upamiętniający rosyjskich i polskich robotników przymusowych zmarłych w 1944
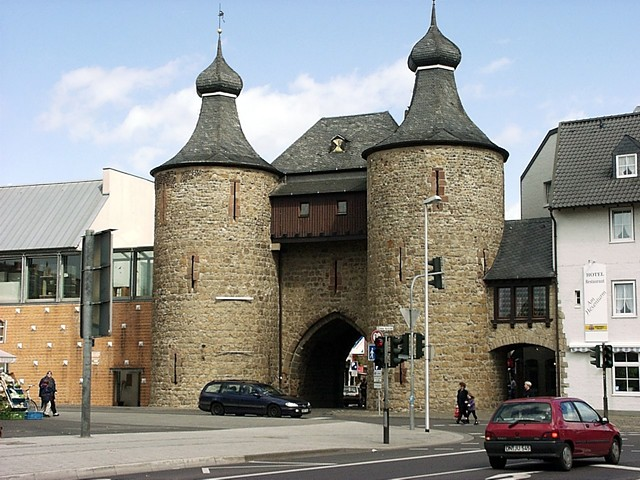
Wieża Czarownic (Hexenturm)
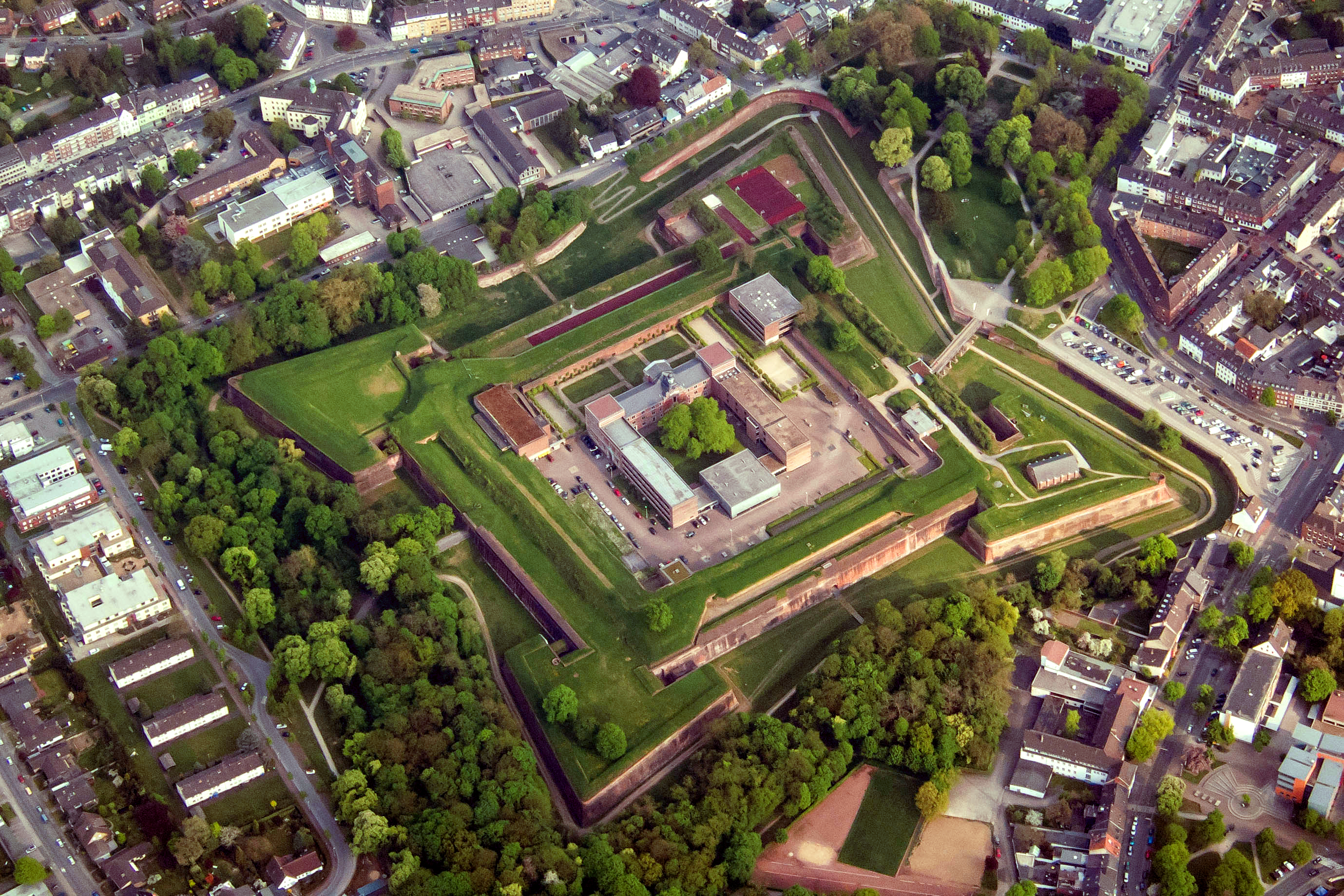
Cytadela